# كامبامبا تشينتو
كامبامبا تشينتو (Kampamba Chintu)، من مواليد 28 ديسمبر 1980 في كابوي في زامبيا، لاعب كرة قدم زامبي.
بدأ مسيرته الكروية مع نادي كابوي ووريرز في عام 1999، ولعب معهم حتى عام 2004، وفي عام 2001 أعير إلى نادي هاسلهولم السويدي، وفي عام 2004 انتقل إلى نادي غولدن أروز، ولعب معهم حتى عام 2007، وشارك معهم في 58 مباراة وسجل هدف واحد، ومنذ عام 2007 وهو يلعب مع نادي فري ستايت ستارز.
منذ عام 1999 وهو يلعب مع منتخب زامبيا لكرة القدم.

## روابط خارجية
- كامبامبا تشينتو على موقع الاتحاد الدولي (مؤرشف)  (الإنجليزية)
- كامبامبا تشينتو على موقع قاعدة بيانات كرة القدم.إي يو (الإنجليزية)
- كامبامبا تشينتو على موقع ناشيونال فوتبول تيمز (الإنجليزية)
- كامبامبا تشينتو على موقع كووورة